# Pinguicula moranensis
Pinguicula moranensis /pɪŋˈɡwɪkjʊlə ˌmɒrəˈnɛnsɪs/ là một loài thực vật thân thảo ăn côn trùng bản địa Mexico và Guatemala.

## Hình ảnh

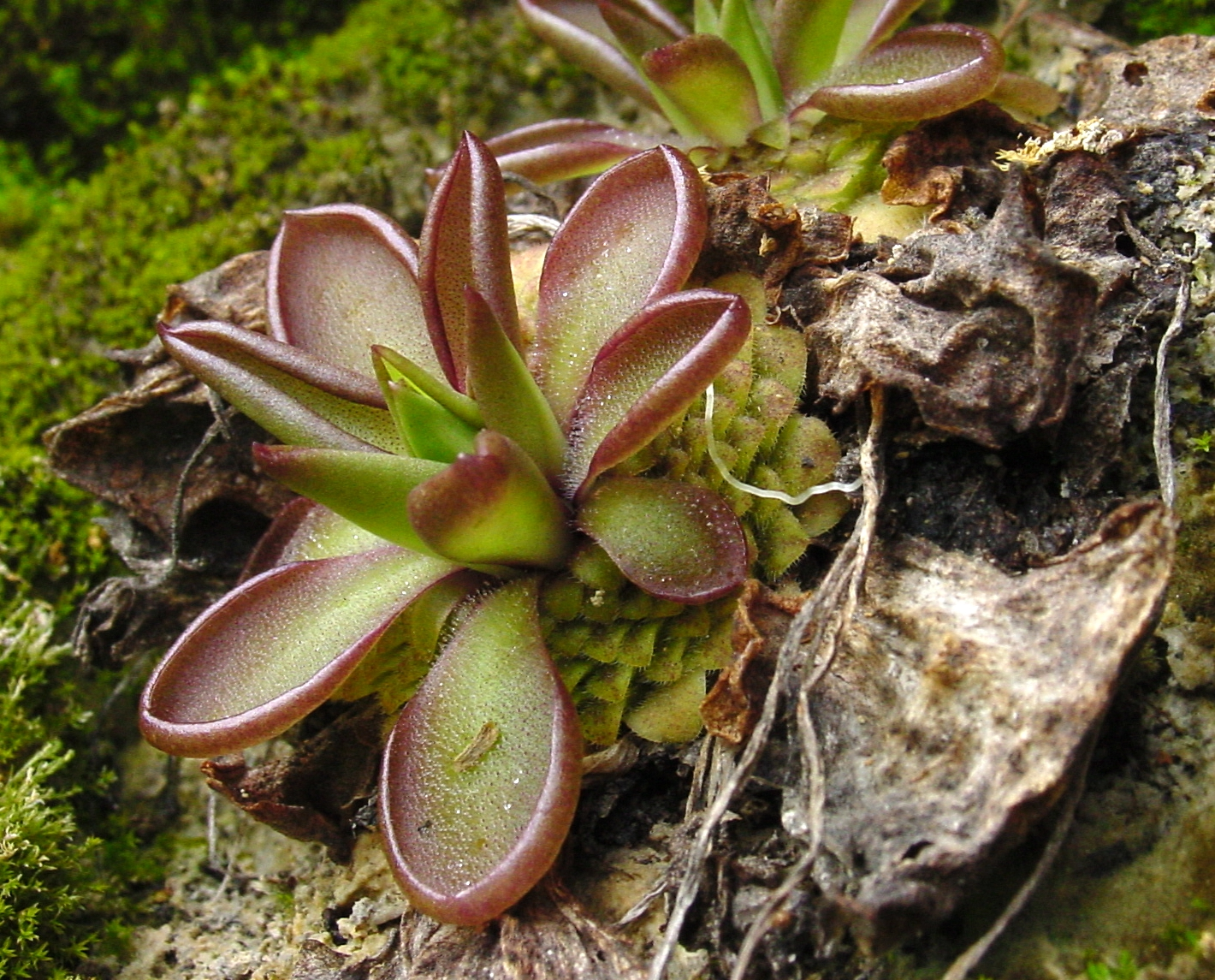
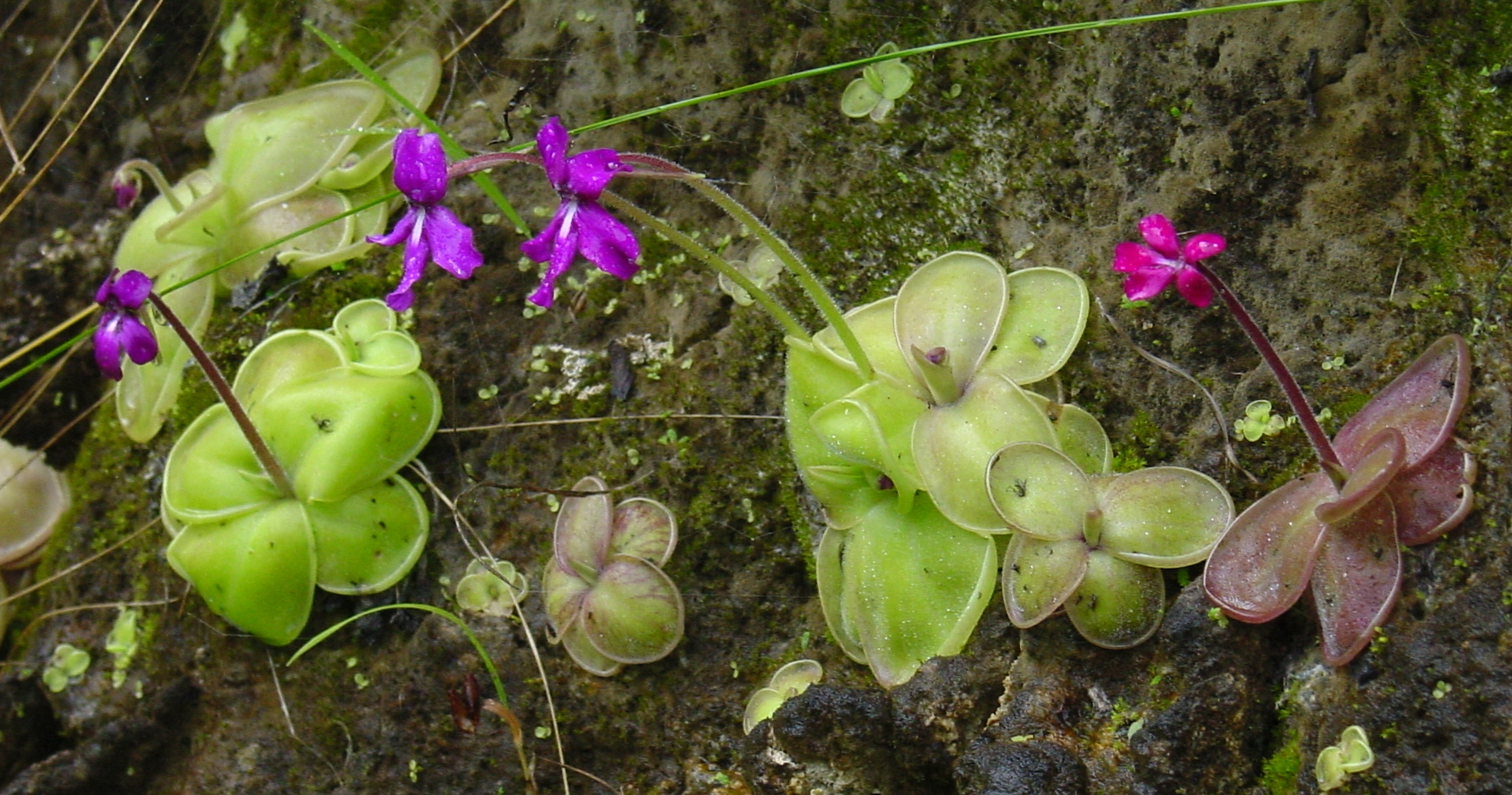
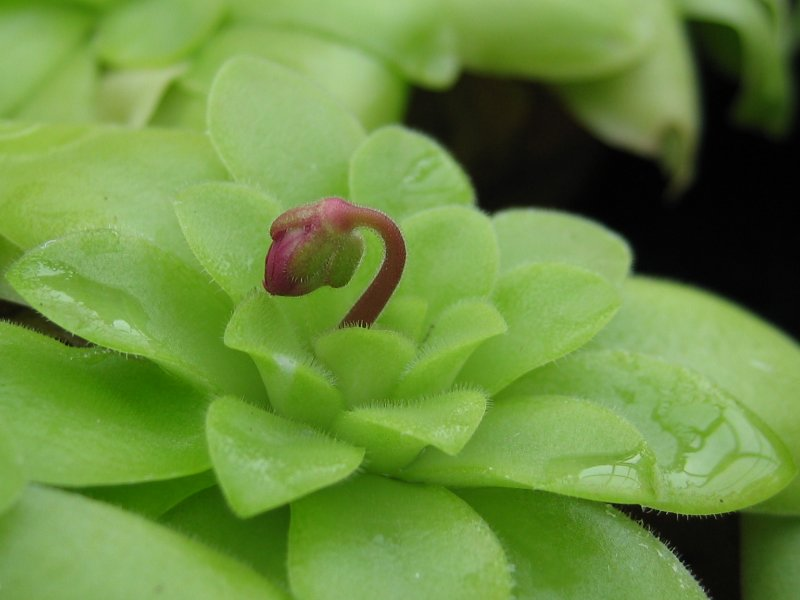
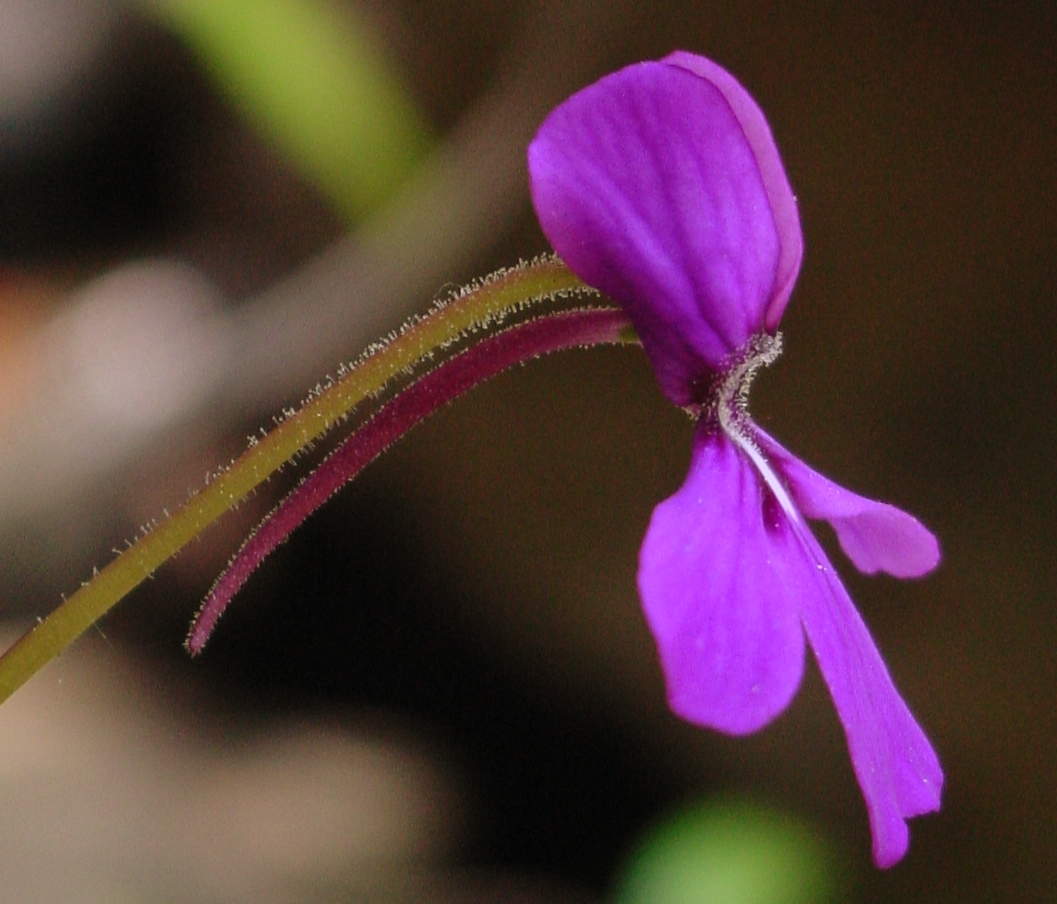